# Leptasthenura striata
El tijeral listado, coludito listado o tijeral de Arica  (Leptasthenura striata), es una especie de ave paseriforme de la familia Furnariidae  perteneciente al género Leptasthenura. Es nativa de la región andina del oeste de Sudamérica.

## Distribución y hábitat
Se distribuye a lo largo de la vertiente occidental de los Andes desde el centro oeste de Perú hasta el extremo noroeste de Chile.
Esta especie es considerada localmente bastante común en sus hábitats naturales: los matorrales de las laderas andinas y los parches de bosques dominados por Polylepis, principalmente entre los 2000 y 4000 m de altitud.

## Alimentación
Se alimenta principalmente de pequeños artrópodos, que encuentra entre las ramas y hojas de arbustos y árboles.

## Sistemática

### Descripción original
La especie L. striata fue descrita originalmente por los naturalistas alemanes radicados en Chile Rodolfo Amando Philippi y Christian Ludwig Landbeck en el año 1863, bajo el nombre científico de: Synallaxis striata. La localidad tipo es: «Cordillera de Arica, “Perú” (hoy Chile)».

### Etimología
El nombre genérico femenino «Leptasthenura» se compone de las palabras del griego «leptos»: fino, «asthenēs»: débil, y «oura»: cola, significando «de cola fina y débil»; y el nombre de la especie «striata», deriva del latín «striatus»: estriado.

### Taxonomía
La subespecie Leptasthenura pileata cajabambae ya ha sido considerada como una subespecie de la presente con base en la corona estriada similar, y también se especuló que podría merecer el rango de especie plena; sin embargo su canto, un animado parloteo (no el trinado gorjeado de L. striata) la coloca firmemente dentro Leptasthenura pileata.

### Subespecies
Según las clasificaciones del Congreso Ornitológico Internacional (IOC) y Clements Checklist v.2018, se reconocen tres subespecies, con su correspondiente distribución geográfica:
- Leptasthenura striata superciliaris Hellmayr, 1932 – Habita en la zona andina del oeste de Perú (Áncash, Lima).
- Leptasthenura striata albigularis Morrison, 1938 – Habita en la zona andina del sudoeste de Perú, en Huancavelica.
- Leptasthenura striata striata (R.A. Philippi [Krumwiede] & Landbeck, 1863) – Habita en la zona andina del extremo sudoeste de Perú (Arequipa al sur hasta Tacna) y extremo norte de Chile en la Región de Tarapacá.